# Chiisme duodécimain

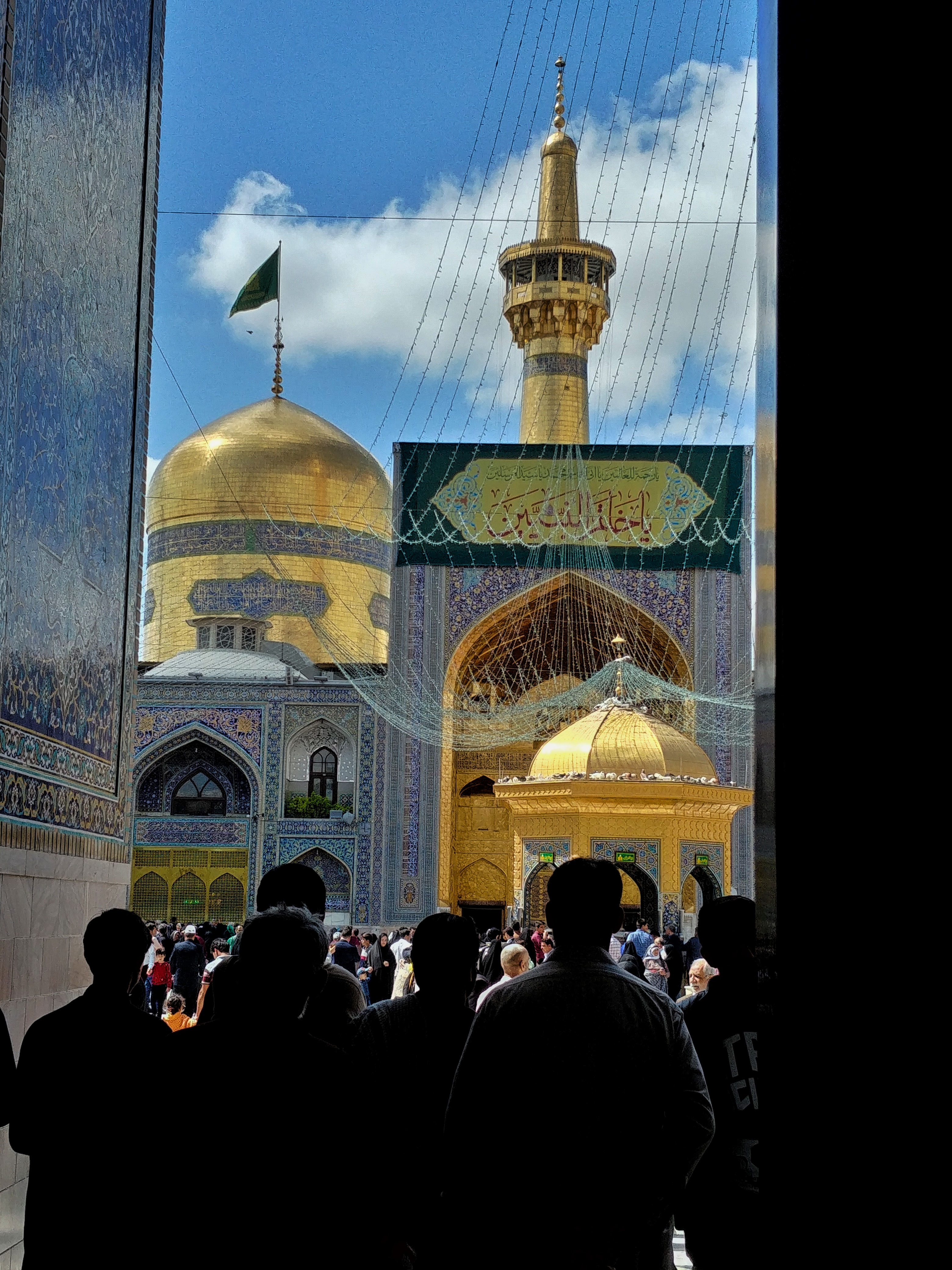
Pèlerinage au mausolée de l'imam Reza, Machhad, Iran.

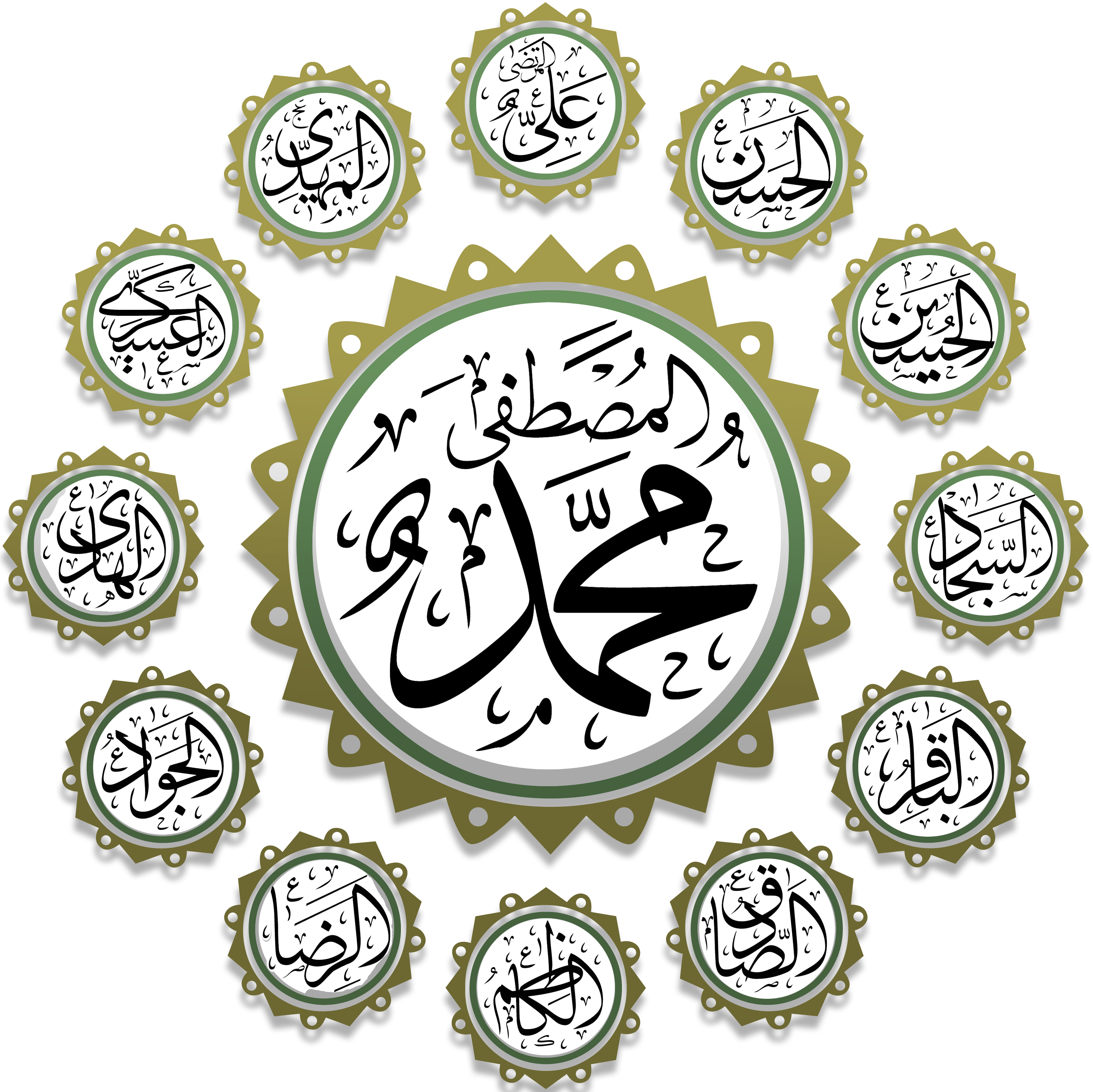
Calligraphie en arabe du nom de Mahomet et des douze imams chiites.

Le chiisme duodécimain (arabe : اثنا عشرية, Ithnā'ashariyya), ou plus rarement le douzisme désigne le groupe des chiites qui croient dans l'existence des douze imams. Le dogme s'est ainsi formé à partir de 874-940, dans le cadre de l'occultation du douzième imam. Majoritairement opposé aux ghulāt, le chiisme duodécimain subit par la suite une influence du mutazilisme. 
Ils sont majoritaires en Azerbaïdjan, à Bahreïn, en Iran, en Irak, et constituent un tiers de la population au Liban.
Le chiisme duodécimain est le courant officiel de l'Iran depuis la fondation de la dynastie safavide par Ismaïl 1er en 1501.
La majorité des duodécimains suivent le jafarisme. D'autres duodécimains sont ghulat, alaouites, alévis ou qizilbash.

## Les différents noms
Les duodécimains ont plusieurs caractéristiques.
- Shī'a (« chiisme »), signifiant partisans d'Ali (en arabe Shī'a désigne à l’origine un groupe de partisans). Les Shī'a considèrent Ali ibn Abî Tâlib comme successeur légitime de Mahomet.
- Ja'farī est toujours utilisé pour se référer au madhhab de la majorité des duodécimains. Le terme Ja'farī est utilisé à la fois pour le fiqh (« jurisprudence »). Ce terme est attribué à Jaˤfar as-Sādiq, que les chiites considèrent comme leur sixième imam. D'autres duodécimains sont ghulat, alaouites, alévis ou qizilbash.
- imâmisme est une référence à la croyance duodécimaine dans des imams saints et infaillibles après Mahomet. Ce concept est retrouvé dans les autres branches du chiisme (ismaéliens notamment).
- Rawafid, terme souvent connoté négativement et utilisé par les sunnites qui signifie « ceux du refus ». C'est une référence au refus par les duodécimains de la légitimité des 3 premiers califes (Abu Bakr, Omar et Othman), leur préférant 'Ali[2]. Râfidî (en arabe : الرافضي) est un mot arabe, attribué premièrement à un groupe dans l’armée de Zayd b. Ali b. Al-Husayn, qui avait abandonné ce dernier au cours de la bataille. Certains sunnites attribuaient ce titre à tous les chiites pour les calomnier. Par contre, les chiites considèrent ce titre comme un compliment pour eux-mêmes.

## Histoire
Le chiisme entre duodécimains et septimains a sa racine dans une querelle de succession. À sa mort, Ja'far al-Sâdiq laisse un fils, mais aussi les enfants d'un second fils disparu. Les partisans du premier le reconnaissent comme le septième imam ainsi que ses descendants, jusqu'au douzième. Après le schisme entre l'ismaélisme et le futur chiisme duodécimain, la fathiyya, soutenait Abdallah ibn Jaafar comme imam. Après la mort de celui-ci, elle se rallie en majorité au futur chiisme duodécimain. Cependant, une autre secte se sépara du futur chiisme duodécimain. Il s'agit de la waqfiyya. Ses adeptes considèrent que Moussa ibn Jaafar est l'imam caché.

## Théologie

### Vue des duodécimains
D'après les chiites duodécimains (Ithnā'ashar’īyyah), la liste suivante est la liste des successeurs de Mahomet. Chaque imam est le fils du précédent, excepté Husayn, qui était le frère de Hasan.
| Numéro | Nom             | Kunya (titre)               | Nasab (patronyme)                             | Laqab (épithète)                                                            | connu par les chiites pour | Dates de vie  |
| ------ | --------------- | --------------------------- | --------------------------------------------- | --------------------------------------------------------------------------- | --- | ------------- |
| 1      | Ali (علي)       | Abū al-Ḥassan (أبو الحسن)   | Ibn Abī Ṭālib (إبن أبي طالب)                  | Amīr al-Mu'minīn (أمیر المؤمنین) - Commandeur des croyants                  | Le premier Imam est la personne la plus significative après Mahomet pour les chiites.                                                               | 600 – 661     |
| 2      | Hasan (ألحسن)   | Abū Muḥammad (أبو محمد)     | Ibn ʿAlī ibn Abī Ṭālib (إبن علي إبن أبي طالب) | Al-Mujtabā (ألمجتبی) - le choisi                                            | Signe un traité de paix pour un Islam meilleur, très aimé par Mahomet, est avec son frère un des maîtres des jeunes du paradis.                     | 625 – 669     |
| 3      | Husayn (ألحسین) | Abū ʿAbdillāh (أبو عبداللھ) | Ibn ʿAlī ibn Abī Ṭālib (إبن علي إبن أبي طالب) | Sayyid ash-Shuhadā' (سید الشھداء) - Seigneur des martyrs                    | Bataille de Kerbala. | 626 – 680     |
| 4      | `Alî (علي)      | Abū Muḥammad (أبو محمد)     | Ibn al-Ḥussayn (إبن الحسین)                   | Zayn al-ʿĀbidīn (زین العابدین) - Joyau des croyants                         | A pleuré pendant 20 ans à cause de la bataille de Kerbala.                                                                                          | 658 – 713     |
| 5      | Muhammad (محمد) | Abū Jaʿfar (أبو جعفر)       | Ibn ʿAlī (إبن علي)                            | Al-Bāqir (ألباقر) - Pourfendeur de la Science                               | A été le moins opprimé des douze imams par le calife de son temps. Muhammad n'est pas reconnu par les Zaydi (qui prennent comme imam Zayd ben`Alî). | 676 – 743     |
| 6      | Ja'far (جعفر)   | Abū ʿAbdillāh (أبو عبداللھ) | Ibn Muḥammad (إبن محمد)                       | Aṣ-Ṣādiq (ألصادق) - Le véridique                                            | Un penseur respecté à la fois par les Chiites et les Sunnites.                                                                                      | 703 – 765     |
| 7      | Mûsâ (موسی)     | Abū Ibrāhīm (أبو إبراھیم)   | Ibn Jaʿfar (إبن جعفر)                         | Al-Kāẓim (ألکاظم) - Le triste                                               | A grandi en prison pour le rendre plus faible. Il n'est pas reconnu par les ismaéliens (qui prennent pour imam Ismaïl ben Jafar).                   | 745 – 799     |
| 8      | `Alî (علي)      | Abū al-Ḥassan (أبو الحسن)   | Ibn Mūsā (إبن موسی)                           | Ar-Riḍā (ألرضا) (prononcé « Reza » par les locuteurs de persan et d'ourdou) | Le seul Imam à être enterré en Iran, à Mashhad. | 765 – 818     |
| 9      | Muhammad (محمد) | Abū Jaʿfar (أبو جعفر)       | Ibn ʿAlī (إبن علي)                            | At-Taqī (ألتقي)                                                             | Battait des gens lors de débats à l'âge de 8 ans.                                                                                                   | 810 – 835     |
| 10     | `Alî (علي)      | Abū al-Ḥassan (أبو الحسن)   | Ibn Muḥammad (إبن محمد)                       | Al-Hādī (ألھادي), an-Naqī (ألنقي)                                           | | 827 – 868     |
| 11     | Hasan (ألحسن)   | Abū Muḥammad (أبو محمد)     | Ibn ʿAlī (إبن علي)                            | Al-ʿAskarī (ألعسکري)                                                        | L'avant-dernier imam, qui a vécu presque toute sa vie assigné à domicile et qui prêchait tout de même. Il est mort empoisonné.                      | 846 – 874     |
| 12     | Muhammad (محمد) | Abū Qāsim (أبو قاسم)        | Ibn al-Ḥassan (إبن الحسن)                     | Al-Mahdī (ألمھدي)                                                           | Imam actuel, connu pour être le sauveur, dont les duodécimains croient qu'il est en occultation.                                                    | 868 – Présent |

### Loi religieuse: la Charia
Les duodécimains dérivent leur Charia, ou loi religieuse, du Coran et de la Sunnah. La différence entre la Charia sunnite et chiite réside dans la croyance chiite que Mahomet a assigné à Ali la tâche de mener les croyants après sa mort (le califat). De plus, d'après les chiites, Dieu aurait dicté cette désignation. Du fait de cette différence, les chiites :
- suivent les hadith de Mahomet et des 12 Imams ;
- n'acceptent les exemples, verdicts et hādīths de n'importe quel narrateur, qu'après vérifications ;
- attribuent le concept de masūm (« infaillibilité ») aux douze Imams ou aux quatorze infaillibles (qui incluent Mahomet et sa fille Fatima Zahra). Zaynab bint Ali est considérée également comme infaillible. Ils suivent les exemples et les verdicts de ce groupe.

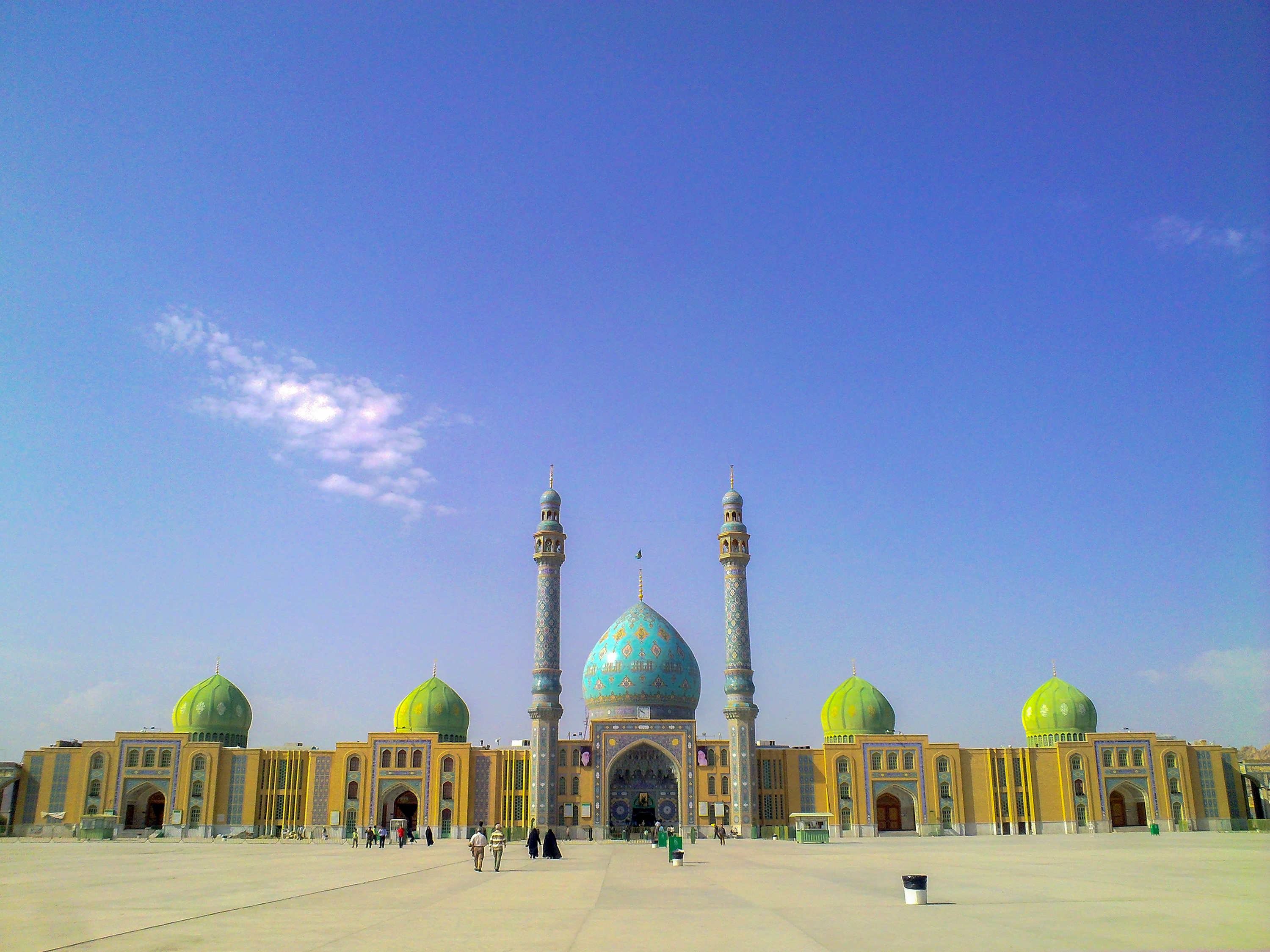
La mosquée de Jamkaran, près de Qom en Iran.

### Le concept d'Imam et de Mahdi
Les Imams chiites, dont le premier est ˤAlī ibn Abī Tālib, sont considérés comme infaillibles. Ceci est un aspect important de la théologie chiite. Ils ne sont pas considérés comme prophètes (nabī), ni messagers (rasūl), mais relaient le message de Mahomet. Les Musulmans chiites considèrent que tous les groupes ou religions qui acceptent des prophètes ou des messagers après Mahomet sont païens ou hérétiques. Ils croient que le dernier imam (qui est aussi le douzième et actuel imam), le Mahdî, fils du 11e imam Hasan al-Askari est en occultation sur ordre de Dieu et réapparaitra à son ordre. Le Mahdi, né en 869, disparait lors de l'occultation mineure en 874 pour, selon la tradition, donner une preuve de son existence en 941, avant d'entrer en occultation majeure.

### Le martyre d'Hussayn

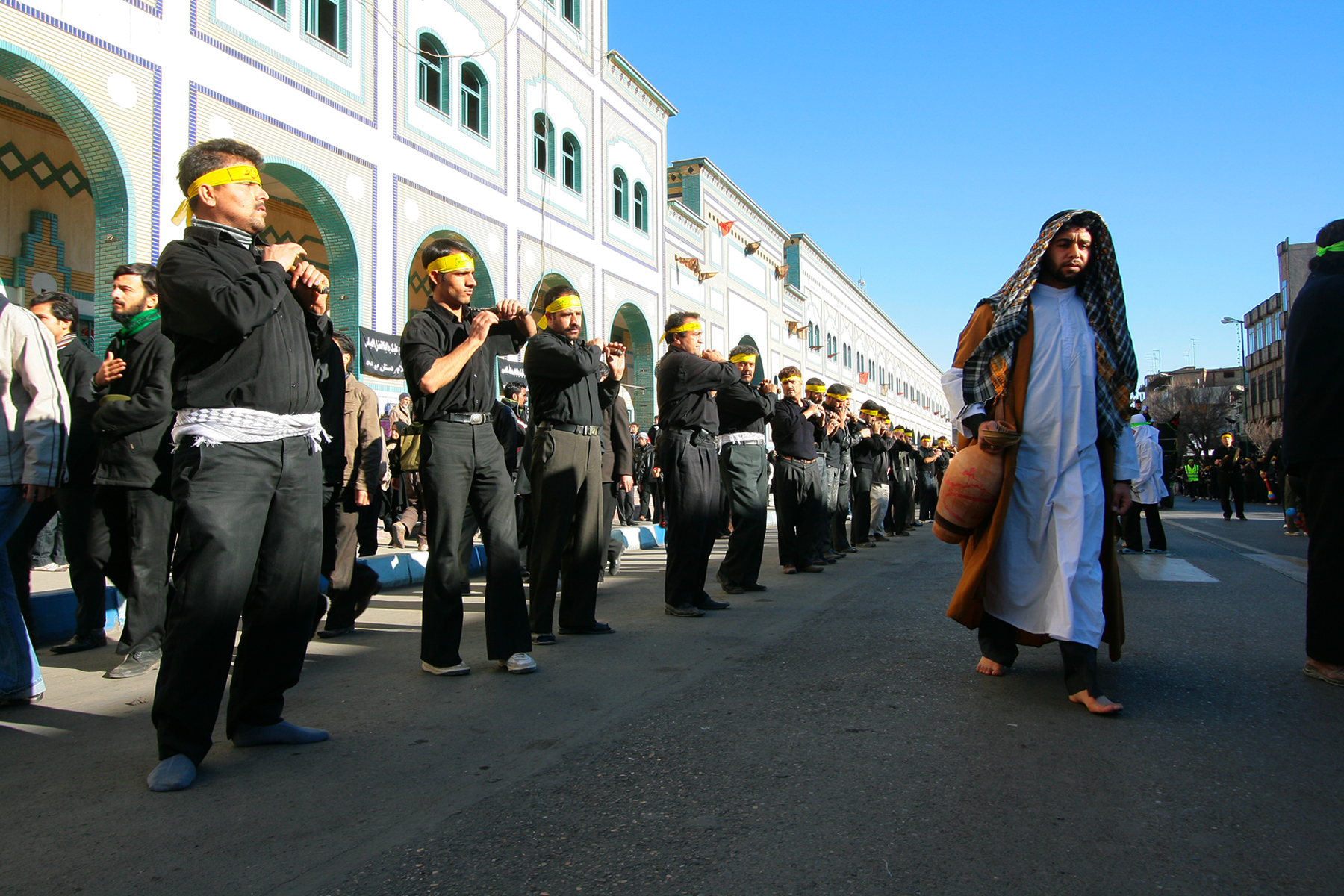
Procession commémorant le martyre d'Hussayn

Le martyre d'Hussayn ibn ˤAlī ayant eu lieu le 10e jour du mois de Muharram - connu sous le nom de Achoura - joue un rôle significatif dans la théologie duodécimaine. Ce jour est commémoré annuellement dans la tristesse et la peine. Certains participent à un rituel qui consiste à taper sur sa poitrine, qui est pour eux une forme d'expression de l'abandon qui vient de l'inaptitude pratique d'avoir aidé Hussayn et sa troupe de 72 compagnons. Se frapper le corps avec des couteaux ou d'autres objets tranchants jusqu'au sang est très peu courant. Bien que certains dirigeants chiites (comme l'ayatollah Khomeini) aient interdit ce rituel, certains croyants pratiquent toujours cette coutume ancienne. Dans la plupart des pays ayant des populations chiites significatives, on peut observer de grandes foules qui font des processions pour célébrer le martyre d'Hussayn.

## Quelques exemples de jurisprudence jafari
Cette liste n'est pas exhaustive ni représentative des différences existant entre chiites et sunnites.

### L'acceptation du verdict d'un érudit
L'école jafarie accepte et encourage le concept de taqlid (arabe : تقليد) ou « imitation ». Ce qui signifie que les musulmans non-éduqués devraient choisir un penseur dont la vertu et le savoir sont reconnus et suivre (« imiter ») ses préceptes et recommandations dans leur vie de tous les jours. Ce dirigeant religieux peut être reconnu comme une « source d'imitation » (marja-e taqlid ou un « imité » (arabe : مقلَد, muqallad). C'est une personne qui a passé des années à étudier le Coran, la sunnah et les paroles des Imams afin de bien connaître les sources de connaissance. Cependant, ses verdicts ne doivent pas être pris comme seule source d'information religieuse et il peut toujours être corrigé par d'autres imités ou d'autres sources d'imitation. Ce procédé peut prendre des années ou des décennies; car, dans le taqlid, les verdicts sont basés sur les dernières recherches et sont donnés en fonction de la situation contemporaine de quelqu'un.

### La prière
Il existe des différences mineures sur la façon dont est effectuée la prière chez les sunnites et chez les chiites. Pendant le rituel de purification effectué en préparation de la prière (qui consiste à se laver le visage, les mains, les pieds, etc. et à réciter quelques prières), les chiites considèrent que se rincer les pieds avec les mains mouillées est nécessaire et suffisant (les gens de Kufa ayant lu le verset 6 de la sourate 5 avec un tashkil différent sur le mot qui signifie "vos pieds). Au contraire, les sunnites considèrent que le lavage complet des pieds est nécessaire. De plus, les chiites ne se lavent pas l'intérieur des oreilles avec le doigt pendant les ablutions.
Concernant la prière proprement dite, les jafaris pensent qu'il faut se prosterner sur la terre (y compris les végétaux non comestibles et le bois, le papier…). Par conséquent, de nombreux chiites utilisent une petite tablette de terre (prise de la terre de Karbala) pendant leurs prières quotidiennes, qui est destiné à recevoir leur front quand ils se penchent.
Du point de vue jafari, les mains doivent être laissées pendantes sur le côté au cours de la position debout de la prière. Au contraire, la plupart des écoles de jurisprudence sunnite (sauf l'école de l'Imam Malik) estiment que les mains doivent être croisées. Les Duodécimains, comme les sunnites, considèrent que les cinq prières journalières sont obligatoires. Cependant, les chiites trouvent acceptable de prier la deuxième et la troisième prière ou la quatrième et la cinquième ensemble quand ils le veulent. Les autres écoles sunnites ne l'autorisent que lorsque le croyant est en voyage ou contraint.

## Fêtes et autres spécificités
- Aïd al-Fitr et Aïd al-adhâ.
- le Mawlid, fête qui commémore la naissance de Mahomet.
- le 18 dhou al-hijja, Aïd al-Ghadir, fête de l'investiture d'Ali par Mahomet.
- l'Achoura a lieu le 10 mouharram et commémore la décapitation de Husayn à Kerbala en Irak.
- l'Arbaïn a lieu 40 jours après l'Achoura et marque la fin du deuil.
- La fatimiyya a lieu le 3 joumada al-thani et commémore la mort de Fatima, fille du prophète Mahomet qui, selon la tradition chiite, est morte à la suite d'une fausse couche engendrée par l'attaque sur sa maison par Omar bin al khattab, deuxième calife de l'islam[11].
- Ziyaras particuliers: 
  - à Médine (Arabie saoudite), outre les tombes de Mahomet et de sa fille Fâtima, il y a les tombes des imams Hasan, `Alî Zayn al-`Âbidîn, Muhammad al-Bâqir et Ja'far as-Sâdiq au cimetière d'al-Baqî.
  - Le mausolée d'Ali se trouve à Nadjaf (Nédjef) (Irak), au sud de Kerbala.
  - La tombe de Husayn se trouve à Kerbala (Irak).
  - à Mashhad se trouve la tombe de l'imam `Alî ar-Ridâ.
  - à Qom, grand centre théologique en Iran se trouve le mausolée de Fatimah Masoumeh, la sœur de l'imam `Alî ar-Ridâ (Reza).